# Pawo Choyning Dorji
Pawo Choyning Dorji (in dzongkha དཔའ་བོ་ཆོས་དབྱིངས་རྡོ་རྗི།; Darjeeling, 23 giugno 1983) è un regista, sceneggiatore, produttore cinematografico e fotografo bhutanese.
Dorji è il più giovane destinatario della più alta onorificenza civile del Bhutan, il Druk Thuksey, conferitogli il 17 dicembre 2022 dal re Jigme Khesar Namgyel Wangchuck. Inoltre è membro dell'Academy of Motion Picture Arts and Sciences.

## Biografia

### Giovinezza e istruzione
Figlio di un diplomatico, Pawo Choyining Dorji è nato a Darjeeling, in India. Ha frequentato la Kodaikanal International School durante il periodo in cui ha vissuto in India, e la Yangchenphug Higher Secondary School in Bhutan. Si è laureato in scienze politiche presso la Lawrence University negli Stati Uniti d'America nel 2006, e successivamente ha completato una qualifica in filosofia buddista presso il Sarah Buddhist Institute nel 2009.

### Vita privata
Nel 2009 Dorji ha sposato l'attrice e produttrice taiwanese Fan Yuin "Stephanie" Lai (figlia del drammaturgo Stan Lai), con la quale ha avuto due figli, una femmina e un maschio; la famiglia divide il proprio tempo tra Taiwan, Bhutan e India.

## Filmografia

### Regista, sceneggiatore e produttore
- Lunana - Il villaggio alla fine del mondo (ལུང་ནག་ན) (2019)
- C'era una volta in Bhutan (The Monk and the Gun) (2023)

### Assistente alla regia
- Vara: A Blessing, regia di Khyentse Norbu (2013)

### Produttore
- Hema Hema, regia di Khyentse Norbu (2016)

### Regista
- Tales of Taipei, registi vari (2023)